# حميد أبو طالبي
حميد أبو طالبي (مواليد 16 يونيو 1957 في طهران)، هو سياسي ودبلوماسي وسفير إيراني. يشغل حالياً منصب مساعد الشؤون السياسية بمكتب الرئيس الإيراني حسن روحاني. كان في السابق سفير إيران في أستراليا والإتحاد الأوروبي وبلجيكا وإيطاليا. وكان جزء من الوفد الإيراني لدى الأمم المتحدة في نيويورك خلال التسعينات.
تم منعه من دخول الولايات المتحدة الأمريكية بقانون أقره الرئيس الأمريكي باراك أوباما في 19 أبريل 2014، وذلك لأنه يشكل تهديداً لأمنها القومي. بررت الولايات المتحدة هذا القرار لأن أبو طالبي شارك باحتجاز دبلوماسيين أمريكيين في السفارة الأمريكية بطهران أواخر الثورة الإيرانية سنة 1979.